# ドラゴンハーフRPG
『ドラゴンハーフRPG』は、見田竜介著のマンガ『ドラゴンハーフ』（角川書店）の世界を舞台としたテーブルトークRPGである。システムデザインはグループSNEの清松みゆきで、1991年に富士見書房から出版された（発売日は9月25日）。判型は文庫判。

## 概要
原作のギャグ・ファンタジー世界を再現している。システムはソード・ワールドRPG（以下、SWと表記）に近く、行為判定は6面ダイス2個を振って出た目が目標値以上ならば成功、6のぞろ目が出たら目標値に関係なく自動的成功となる。1のぞろ目が出たら自動的失敗になるという点もSWと同じだが、本作での自動的失敗のルールはギャグメーカー・レベル（後述）に関連しており、発生率が高まる可能性がある。また、ダメージの算定もSWに酷似した「レーティング表」から算出する。

## キャラクターメイキング
プレイヤーキャラクター（PC）が選べる種族として、定番の人間やエルフ、ドワーフだけでなくドラゴンや悪魔神族（この世界では超絶的な戦闘能力を持つ悪魔の種族。大抵は悪役である）が用意されている。種族決定は基本的にサイコロを振ってランダムに決定されるが、PC自身の種族ではなく、まず両親の種族から決定するため、複数種族の混血（ハーフと総称される。ドラゴンと人間の混血は「ハーフドラゴン」ではなく原作の表記にあわせ「ドラゴンハーフ」と呼ばれる）が完成する可能性がある。なお、ドラゴンや悪魔神族は他の種族と比べ、キャラクターが成長すると、ゲームバランスが崩壊するほど強くなっていくが、実のところこれはギャグマンガのTRPGなのでそのようなバランスは無用であるというデザイナーの意図による。

## ギャグメーカー・レベル
各キャラクターには、取得技能レベルとは別に「ヒーロー・レベル」と「ギャグメーカー・レベル」が設定されている。作成直後のキャラクターはどちらもレベル2から始まる。行為判定のサイコロの出目がヒーロー・レベル以下でなおかつ成功なら、その行為は「かっこいい行動」となり賞賛される。また出目がギャグメーカー・レベル以下なら、達成値の如何に関わらずその行為は「大失敗」となり、なんらかのペナルティが発生する。「かっこいい行動」と「大失敗」の条件を両方とも満たした場合は「大失敗」が優先される（本作のキャラクターはギャグに陥りやすい）。
ギャグメーカー・レベルの高いキャラクターは行動が大失敗しやすい代わり、PCにとって都合の良い「ご都合主義」の発生を要求したり、致命的なダメージを受けても何事も無かったかのように蘇生したりできる。しかし、このようなギャグキャラクターの特権を濫用すればするほど、ヒーロー・レベルの成長が阻害され、お笑い要員に堕ちていくことになる。

## バツ技能
本作をギャグRPGとして特徴付けるもう一つのルールが「バツ技能」である。これは、ジャイアンの歌のように「自分では得意と思っているが、実は人並み以下に下手くそ」な技能を表す。バツ技能を使っての判定は、6のぞろ目による自動的成功でない限り必ず「大失敗」となる。PCは必ずバツ技能を一つ取得しなければならない。はた迷惑な技能ではあるが、本作ではPCのギャグ的行動による笑いでも経験点が得られるため、このような技能で確実に笑いを取っていくことも必要となる。

## その他
モンスターのデータも通常のSWと同様に設定されているが、ドラゴンハーフRPGの特徴的なパラメータとして「食用」の項目が設定されている。
食用が「不可」のモンスターと、食用が「可」のモンスターが設定されており、前者は文字通り食用には適しない。
なお、人間の場合は「不味い（マズい）」と設定されている。

## 作品一覧
シリーズはすべて富士見ドラゴンブックから刊行された。
- 『ドラゴンハーフRPG』（清松みゆき/グループSNE） ISBN 4829142499
- 『ドラゴンハーフRPGシナリオ集(1) 笑いの迷宮』 ISBN 4829142545
- 『ドラゴンハーフRPGシナリオ集(2) 笑いの探索』 ISBN 4829142626

シナリオ集の題名は、「ソード・ワールドRPG」のシナリオ集『石巨人の迷宮』『ユニコーンの探索』のパロディである。各シナリオに添付されているサンプルキャラクターやプレイレポートも、元のシナリオのサンプルキャラクター（小説シリーズ化された「羽根頭」も含まれる）やプレイレポートのパロディになっている。